# Ryan Bertrand
Ryan Dominic Bertrand (sinh ngày 5 tháng 8 năm 1989) là cầu thủ người Anh chơi ở vị trí thi đấu sở trường của anh là Hậu vệ cánh trái.

## Tuổi thơ
Bertrand sinh ra tại Southwark, Luân Đôn. Anh gia nhập câu lạc bộ Gillingham lúc 9 tuổi và đã chơi tại đội học viện khá tốt.

## Sự nghiệp câu lạc bộ

### Chelsea
Bertrand gia nhập Chelsea từ Gillingham với mức giá khoảng 125.000 Bảng, mức giá có thể tăng tùy theo điều khoản.

### Các câu lạc bộ mượn
Năm 2006-07, anh được Chelsea cho mượn sang CLB Bournemouth. Trong trận gặp đội trẻ Arsenal, anh đã gặp phải 1 chấn thương khá nặng khiến anh phải nghỉ nửa cuối mùa giải.
Tháng 8 năm 2007, anh được cho mượn sang CLB Oldham Athletic cho đến tháng 1 năm 2008.
4/1/2008, anh tiếp tục được cho mượn sang CLB Norwich City. 17/7/2009, anh sang thi đấu cho CLB Reading. 10/3/2010, anh có bàn thắng đầu tiên trong sự nghiệp trong trận gặp Derby County
5/8/2010, Bertrand tiếp tục được cho mượn sang CLB Nottingham Forest trong 6 tháng, anh có trận đầu tiên trong trận thắng 1-0 của CLB trước Burnley. Anh đã chơi tổng cộng 19 trận cho Nottingham Forest. Dù lúc đó hợp đồng cho mượn chưa kết thúc nhưng anh vẫn trở lại Chelsea vào ngày 3/1/2011.

### Trở lại Chelsea

#### Mùa giải 2010-2011
20/4/2011, anh có trận đầu tiên cho Chelsea sau khi vào sân thay cho Ashley Cole trong trận thắng 3-1 trước CLB Birmingham City, anh là người có pha tạt bóng cho Florent Malouda ghi bàn quyết định chiến thắng cho Chelsea. 15/7/2012, anh ký vào bản hợp đồng 4 năm với CLB.

#### Mùa giải 2011-2012

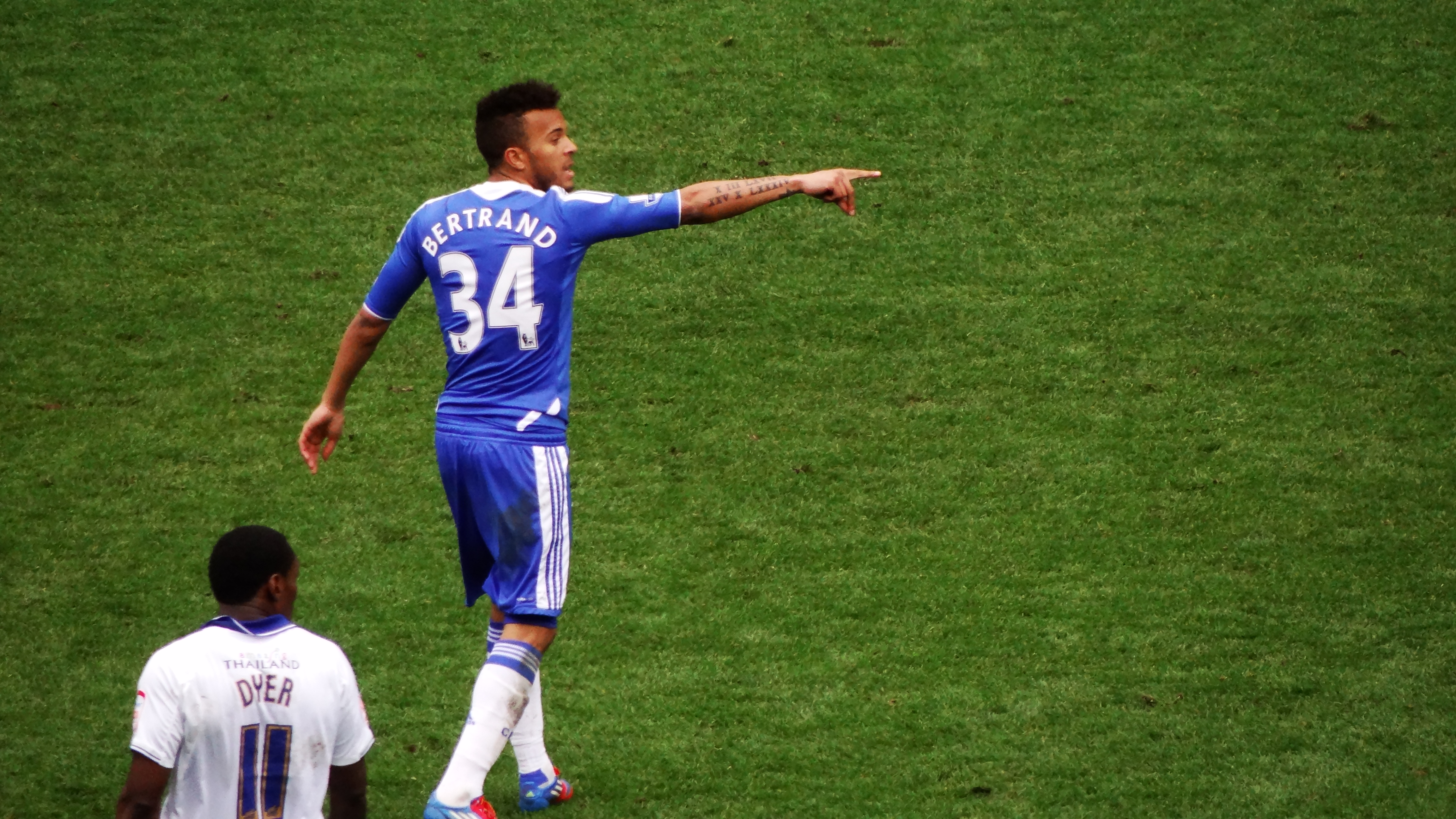
Bertrand thi đấu trong trận gặp Leicester City tại Cúp FA.

Bertrand đã chơi trọn 90' trong trận thua 0-2 trước Liverpool tại Cúp Liên Đoàn.
7/4/2012, anh được thi đấu từ đầu trận trong trận thắng 2-1 trước CLB Wigan Athletic và anh còn được bầu là cầu thủ xuất sắc nhất trận. 21/4/2012, anh lại được thi đấu ngay đầu trận trong trận hòa 0-0 trước CLB Arsenal, 1 lần nữa anh được bầu là cầu thủ xuất sắc nhất trận.
19/5/2012, anh bất ngờ được HLV Roberto Di Matteo tung vào sân ngay đầu tiên trong trận Chung kết UEFA Champions League 2012 trước CLB FC Bayern München, anh thi đấu ở vị trí tiền vệ cánh trái. Phút thứ 70, anh rời sân thay cho Florent Malouda. Kết quả cuối cùng Chelsea giành thắng lợi 4-3 trên loạt sút 11m. Bertrand cùng Chelsea giành chức vô địch Champions League lần đầu tiên trong lịch sử, anh cũng là cầu thủ đầu tiên có trận đấu đầu tiên tại trận chung kết.

#### Mùa giải 2012-2013
Vào 12/8/2013, anh có bàn thắng đầu tiên cho Chelsea trong trận thua 2-3 trước CLB Manchester City tại trận Siêu cúp Anh 5/9/2012, anh ký thêm vào bản hợp đồng 5 năm với CLB Chelsea.
Vào ngày 1 tháng 4 năm 2013, anh vào sân thay cho Ashley Cole trong trận tứ kết FA Cup với Manchester United, mà Chelsea đã giành chiến thắng 1–0. Sau trận đấu, thông tin được tiết lộ rằng Cole sẽ phải ngồi ngoài ít nhất hai tuần, khiến Bertrand trở thành hậu vệ trái duy nhất được câu lạc bộ công nhận. Anh bắt đầu trận đấu tiếp theo, trận tứ kết lượt đi Europa League gặp Rubin Kazan tại Stamford Bridge, mang đến một màn trình diễn ấn tượng khi Chelsea bị loại 3 –1 người chiến thắng. Vào ngày 7 tháng 4, Bertrand có trận đấu thứ 50 cho Chelsea trong chiến thắng 2-1 trước Sunderland.
Anh đá chính ở vị trí hậu vệ trái trong bán kết FA Cup gặp Manchester City tại Sân vận động Wembley vào ngày 14 tháng 4, trận đấu kết thúc với thất bại 2-1 trước Chelsea. Trong trường hợp Ashley Cole tiếp tục vắng mặt, Bertrand đã đá chính và thể hiện tốt trong trận đấu tiếp theo tại Trận derby Tây London gặp Fulham tại Craven Cottage vào ngày 17 tháng 4, trận đấu đó Chelsea đã giành chiến thắng 3–0 một cách thoải mái nhờ pha lập công từ cự ly 30 mét của David Luiz và cú đúp của John Terry.

#### Aston Villa (mượn)
Vào ngày 17 tháng 1 năm 2014, Bertrand gia nhập Aston Villa dưới dạng cho mượn trong phần còn lại của 2013–14 season. Anh ấy ra mắt vào ngày hôm sau trong trận hòa 2–2 với Liverpool.

### Southampton
Vào ngày 30 tháng 7 năm 2014, Bertrand gia nhập Southampton dưới dạng cho mượn ở 2014–15 season. Anh ra mắt thi đấu cho câu lạc bộ vào ngày 17 tháng 8 trong trận đấu đầu tiên của mùa giải, chơi trọn vẹn 90 phút trong trận thua 2-1 trước Liverpool. Bertrand ghi bàn lần đầu tiên cho Southampton vào ngày 27 tháng 9, mở ra chiến thắng 2-1 trên sân nhà trước Queens Park Rangers. Bàn thắng thứ hai của anh ấy cho câu lạc bộ là vào ngày 26 tháng 12, trong chiến thắng 3-1 trước Crystal Palace. Vào ngày 1 tháng 2 năm 2015, anh nhận thẻ đỏ trực tiếp sau trận thua 0-1 trên sân nhà trước Swansea City vì phạm lỗi với Modou Barrow.
Vào ngày 2 tháng 2 năm 2015, Bertrand hoàn tất việc chuyển đến Southampton vĩnh viễn, ký hợp đồng 4+1⁄2 năm với mức phí không được tiết lộ, được báo cáo là 10 triệu bảng Anh. Vào ngày 26 tháng 4, anh là cầu thủ duy nhất của Southampton có tên trong Đội hình tiêu biểu của năm.
Bertrand đã ghi bàn thắng duy nhất của anh ấy trong mùa giải 2015–16 trong trận đấu cuối cùng, một quả phạt đền trong chiến thắng 4–1 trước Crystal Palace. Vào ngày 12 tháng 7 2016, Bertrand ký hợp đồng mới có thời hạn 5 năm.
Vào ngày 12 tháng 5 năm 2021, Southampton thông báo rằng Bertrand sẽ rời câu lạc bộ khi hợp đồng của anh ấy hết hạn vào mùa hè.

### Leicester City
Vào ngày 15 tháng 7 năm 2021, Bertrand gia nhập Premier League câu lạc bộ Leicester City theo dạng chuyển nhượng tự do, ký hợp đồng hai năm. Bertrand có trận ra mắt câu lạc bộ trong chiến thắng 1–0 của Leicester trước đương kim vô địch Premier League Manchester City ở trận chung kết Community Shield vào ngày 7 tháng 8 năm 2021.
Vào ngày 5 tháng 6 năm 2023, sau khi câu lạc bộ xuống hạng khỏi Premier League, có thông báo rằng Bertrand sẽ rời câu lạc bộ khi hết hạn hợp đồng vào cuối tháng.
Ngày 18 tháng 6 năm 2023, Ryan Bertrand chính thức giã từ sự nghiệp thi đấu quốc tế sau 17 năm thi đấu chuyên nghiệp.

## Sự nghiệp quốc tế

### Đội trẻ Anh
Bertrand đã đại diện cho Các đội tuyển trẻ Anh tại dưới 17 tuổi, dưới 18 tuổi, dưới 19 tuổi, dưới 20 tuổi và dưới 21 tuổi.Bản mẫu:Cần trích dẫn
Anh là một phần của Đội U19 tại Giải vô địch bóng đá châu Âu 2008.{{cần dẫn nguồn|date=tháng 4 năm 2016} }
Anh được đôn lên đội U21 và được gọi vào một số vòng loại Giải vô địch bóng đá châu Âu 2009, nhưng đã bỏ lỡ đội cho giải đấu chung kết. Vào ngày 14 tháng 11, Stuart Pearce đã chọn anh ở vị trí hậu vệ trái cho một trận đấu dưới 21 tuổi đấu với Bồ Đào Nha tại Wembley ở Nhóm 9 của quy trình vòng loại , và giúp đội giữ sạch lưới lần đầu tiên kể từ ngày 29 tháng 6 năm 2009. Anh ấy là có tên trong đội tuyển Anh dưới 21 tuổi squad cho Giải vô địch châu Âu 2011 và chơi tất cả các trận đấu.

### Thế vận hội Vương quốc Anh
Vào ngày 2 tháng 7 năm 2012, Bertrand có tên trong đội hình 18 người của Stuart Pearce cho Thế vận hội Mùa hè 2012 . Anh chơi trận đầu tiên cho Anh Quốc vào ngày 20 tháng 7 năm 2012 trong một trận giao hữu với Brazil. Anh ấy đã chơi ba trận trong giải đấu Olympic.

### Đội tuyển Anh
Vào ngày 10 tháng 8 năm 2012, Bertrand lần đầu tiên được triệu tập vào đội Anh, cho trận giao hữu với Ý. Anh ấy có trận ra mắt quốc tế khi vào sân cho Leighton Baines ở phút thứ 78 và cản phá một cú sút ngoài vạch vôi vài phút sau đó từ Manolo Gabbiadini cuối cùng dẫn đến bàn thắng ấn định chiến thắng của Anh khi Anh thắng trận 2–1.
Vào ngày 11 tháng 9 năm 2012, Bertrand vào sân sau 73 phút trong trận đấu Vòng loại Giải vô địch bóng đá thế giới 2014 với Ukraine và tạt bóng dẫn đến phạt đền mà Frank Lampard đã chuyển đổi. Vào ngày 8 tháng 10 năm 2012, Bertrand được triệu tập vào đội tuyển Anh tham dự hai trận vòng loại nữa, gặp San Marino và Ba Lan. Tuy nhiên, anh ấy đã bỏ lỡ cả hai trận đấu vì vi-rút.
Bertrand vào sân thay người trong trận Anh làm khách trước Ý vào ngày 3 tháng 3 năm 2015 và anh ấy đã có lần khoác áo đội tuyển thứ tư, đá chính cho đội tuyển Anh trước Cộng hòa Ireland tại Dublin vào ngày 7 tháng 6 2015.
Bertrand là một phần của squad cho UEFA Euro 2016. Vào ngày 1 tháng 9 năm 2017, Bertrand ghi bàn thắng đầu tiên cho đội tuyển Anh trong chiến thắng 4–0 vòng loại World Cup trước Malta.

## Phong cách chơi
Bertrand được mô tả là một hậu vệ cánh hiện đại, người hỗ trợ tấn công bên cánh, giữ và giữ quyền kiểm soát bóng cũng như phòng thủ và giành lại quyền sở hữu, chạy nhanh vào vòng cấm và thường thực hiện một hai với đồng đội của mình.{ {cần dẫn nguồn|ngày=tháng 4 năm 2016}} Glenn Roeder, quản lý của anh ấy tại Norwich, mô tả Bertrand là một hậu vệ "thích tấn công về phía trước và ngoan cường tranh bóng khi phòng thủ." Trong một bài báo ESPN FC năm 2018 về tình trạng hậu vệ trái ở Anh, Michael Cox nói rằng "ngôi sao thực sự duy nhất là Ryan Bertrand, một hậu vệ cánh thực sự xuất sắc trong phòng ngự và xúc phạm".

## Dự án kinh doanh
Bertrand là người sáng lập công ty môi giới fintech Silicon Markets cung cấp máy học và các công cụ giao dịch thuật toán dành cho các nhà giao dịch bán lẻ trong Thị trường ngoại hối và thị trường CFD.

## Thống kê sự nghiệp

### Câu lạc bộ
| Câu lạc bộ               | Mùa giải            | Premier League      | Premier League | Premier League | FA Cup | FA Cup | League Cup | League Cup | Châu Âu | Châu Âu | Khác | Khác | Tổng cộng | Tổng cộng |
| Câu lạc bộ               | Mùa giải            | Hạng                | Trận           | Bàn            | Trận   | Bàn    | Trận       | Bàn        | Trận    | Bàn     | Trận | Bàn  | Trận      | Bàn       |
| ------------------------ | ------------------- | ------------------- | -------------- | -------------- | ------ | ------ | ---------- | ---------- | ------- | ------- | ---- | ---- | --------- | --------- |
| Chelsea                  | 2006–07             | Premier League      | 0              | 0              | —      | —      | 0          | 0          | 0       | 0       | 0    | 0    | 0         | 0         |
| Chelsea                  | 2007–08             | Premier League      | 0              | 0              | —      | —      | —          | —          | 0       | 0       | 0    | 0    | 0         | 0         |
| Chelsea                  | 2010–11             | Premier League      | 1              | 0              | 0      | 0      | —          | —          | 0       | 0       | —    | —    | 1         | 0         |
| Chelsea                  | 2011–12             | Premier League      | 7              | 0              | 4      | 0      | 3          | 0          | 1       | 0       | —    | —    | 15        | 0         |
| Chelsea                  | 2012–13             | Premier League      | 19             | 0              | 5      | 0      | 4          | 1          | 8       | 0       | 2    | 1    | 38        | 2         |
| Chelsea                  | 2013–14             | Premier League      | 1              | 0              | 0      | 0      | 2          | 0          | 0       | 0       | 0    | 0    | 3         | 0         |
| Chelsea                  | Tổng cộng           | Tổng cộng           | 28             | 0              | 9      | 0      | 9          | 1          | 9       | 0       | 2    | 1    | 57        | 2         |
| Bournemouth (mượn)       | 2006–07             | League One          | 5              | 0              | 2      | 0      | —          | —          | —       | —       | —    | —    | 7         | 0         |
| Oldham Athletic (mượn)   | 2007–08             | League One          | 21             | 0              | —      | —      | 1          | 0          | —       | —       | 2    | 0    | 24        | 0         |
| Norwich City (mượn)      | 2007–08             | Championship        | 18             | 0              | 2      | 0      | —          | —          | —       | —       | —    | —    | 20        | 0         |
| Norwich City (mượn)      | 2008–09             | Championship        | 38             | 0              | 2      | 0      | 0          | 0          | —       | —       | —    | —    | 40        | 0         |
| Norwich City (mượn)      | Tổng cộng           | Tổng cộng           | 56             | 0              | 4      | 0      | 0          | 0          | —       | —       | —    | —    | 60        | 0         |
| Reading (mượn)           | 2009–10             | Championship        | 44             | 1              | 6      | 0      | 1          | 0          | —       | —       | —    | —    | 51        | 1         |
| Nottingham Forest (mượn) | 2010–11             | Championship        | 19             | 0              | —      | —      | —          | —          | —       | —       | —    | —    | 19        | 0         |
| Aston Villa (mượn)       | 2013–14             | Premier League      | 16             | 0              | —      | —      | —          | —          | —       | —       | —    | —    | 16        | 0         |
| Southampton              | 2014–15             | Premier League      | 34             | 2              | 3      | 0      | 2          | 0          | —       | —       | —    | —    | 39        | 2         |
| Southampton              | 2015–16             | Premier League      | 32             | 1              | 0      | 0      | 2          | 0          | 0       | 0       | —    | —    | 34        | 1         |
| Southampton              | 2016–17             | Premier League      | 28             | 2              | 1      | 0      | 4          | 1          | 1       | 0       | —    | —    | 34        | 3         |
| Southampton              | 2017–18             | Premier League      | 35             | 0              | 5      | 0      | 0          | 0          | —       | —       | —    | —    | 40        | 0         |
| Southampton              | 2018–19             | Premier League      | 24             | 1              | 0      | 0      | 0          | 0          | —       | —       | —    | —    | 24        | 1         |
| Southampton              | 2019–20             | Premier League      | 32             | 1              | 2      | 0      | 1          | 0          | —       | —       | —    | —    | 35        | 1         |
| Southampton              | 2020–21             | Premier League      | 29             | 0              | 4      | 0      | 1          | 0          | —       | —       | —    | —    | 34        | 0         |
| Southampton              | Tổng cộng           | Tổng cộng           | 214            | 7              | 15     | 0      | 10         | 1          | 1       | 0       | —    | —    | 240       | 8         |
| Leicester City           | 2021–22             | Premier League      | 4              | 0              | 0      | 0      | 2          | 0          | 4       | 0       | 1    | 0    | 11        | 0         |
| Leicester City           | 2022–23             | Premier League      | 0              | 0              | 0      | 0      | 0          | 0          | —       | —       | —    | —    | 0         | 0         |
| Leicester City           | Tổng cộng           | Tổng cộng           | 4              | 0              | 0      | 0      | 2          | 0          | 4       | 0       | 1    | 0    | 11        | 0         |
| Tổng cộng sự nghiệp      | Tổng cộng sự nghiệp | Tổng cộng sự nghiệp | 407            | 8              | 36     | 0      | 23         | 2          | 14      | 0       | 5    | 1    | 485       | 11        |

1. ↑  Appearance(s) in UEFA Champions League
2. ↑  Three appearances in UEFA Champions League, five appearances in UEFA Europa League
3. ↑  One appearance and one goal in FA Community Shield, one appearance in UEFA Super Cup
4. ↑  Appearance(s) in Football League Trophy
5. 1 2  Appearance(s) in UEFA Europa League
6. ↑  Appearance in FA Community Shield

### Quốc tế
| Anh       | Anh  | Anh |
| Năm       | Trận | Bàn |
| --------- | ---- | --- |
| 2012      | 2    | 0   |
| 2015      | 5    | 0   |
| 2016      | 3    | 0   |
| 2017      | 9    | 1   |
| Tổng cộng | 19   | 1   |

### Bàn thắng quốc tế
| #  | Ngày               | Địa điểm                                        | Đối thủ | Bàn thắng | Kết quả | Giải đấu                      |
| -- | ------------------ | ----------------------------------------------- | ------- | --------- | ------- | ----------------------------- |
| 1. | 1 tháng 9 năm 2017 | Sân vận động quốc gia Ta' Qali, Ta' Qali, Malta | Malta   | 2–0       | 4–0     | Vòng loại FIFA World Cup 2018 |

## Danh hiệu
Chelsea
- FA Cup (1): 2011–12
- UEFA Champions League (1): 2011–12
- UEFA Europa League (1): 2012–13

##### Leicester City
- FA Community Shield (1): 2021